# Volodja Balžalorsky
Volodja Balžalorsky, slovenski violinist, * 31. januar 1956, Kranj.
Od leta 1984 poučuje na ljubljanski SGBŠ, od leta 1996 pa tudi na Akademiji za glasbo v Ljubljani. Sodeluje z mnogimi slovenskimi komornimi skupinami (med drugimi Trio Amael).